# ゼンソン・ディ・ピアーヴェ
ゼンソン・ディ・ピアーヴェ（伊: Zenson di Piave）は、イタリア共和国ヴェネト州トレヴィーゾ県にある、人口約1,700人の基礎自治体（コムーネ）。

## 地理

### 位置・広がり

#### 隣接コムーネ
隣接するコムーネは以下の通り。括弧内のVEはヴェネツィア県所属を示す。
- フォッサルタ・ディ・ピアーヴェ (VE)
- モナスティエール・ディ・トレヴィーゾ
- ノヴェンタ・ディ・ピアーヴェ (VE)
- サルガレーダ
- サン・ビアージョ・ディ・カッラルタ

### 気候分類・地震分類
気候分類では、zona E, 2393 GGに分類される。
また、イタリアの地震リスク階級 (it) では、zona 3 (sismicità bassa) に分類される。